# 온라인 과금 시스템
온라인 과금 시스템(Online Charging System, OCS)은 통신 서비스 공급자가 고객의 실시간 서비스 사용기반 과금을 할 수 있도록 하는 시스템이다.

## 구조 설계

### 이벤트 기반 과금
이벤트 기반의 과금 기능(Event Based Charging Function, EBCF)은 이벤트 안에서 사용된 시간이나 볼륨보다 발생에 기반한 이벤트를 과금하는데 사용된다. 일반적인 이벤트로는 SMS, MMS, 콘텐츠 구매 (응용 프로그램, 게임, 음악, 주문형 비디오 등)가 있다.
CC-Request-Type AVP = 4일 경우 즉, 이벤트 요청 용으로 예를 들어 Diameter-SMS 또는 Diameter-... 경우 이벤트 기반으로 과금하는 기능을 사용한다.

### 세션 기반 과금
세션 기반 과금 기능(Session Based Charging Function, SBCF)은 음성 전화, IP CAN 베어러, IP CAN 세션 또는 IMS 세션과 같은 네트워크 또는 사용자 세션의 온라인 과금을 담당한다.

#### 과금 및 잔액 관리
과금 잔액 관리 기능(Account Balance Management Function, ABMF)는 OCS 내 가입자 과금 잔액 위치이다.

## 같이 보기
- 다이어미터 크레딧 제어 프로그램 (Diameter Credit-Control Application, DCCA)

## 참조
- 3GPP 통신 관리, 과금 관리, 온라인 과금 시스템(OCS):응용 프로그램과 인터페이스 3GPP32.296
- 3GPP 통신 관리, 과금 관리; 과금 구조와 원칙 3GPP32.240
- 개방형 모바일 연합(Open Mobile Alliance, OMA) 과금 V1.0 OMA 과금 V1.0